# Tystnaden
Tystnaden (schwedisch: Stille) ist eine italienische Alternative-Metal-Band.

## Stil
Die Gruppe setzt auf das aus dem Gothic Metal bekannte „Die-Schöne-und-das-Biest-Konzept“: der Gesang der Frontfrau Laura De Luca wird mit den Grunts von Lorenzo Frascaroli unterlegt. Die Wurzeln der Band liegen bei Interpreten wie In Flames, Dark Tranquillity und Sentenced.

## Geschichte
Tystnaden existiert bereits seit 1998, spielte damals jedoch noch Death Metal, bis man sich entschloss, die Sängerin Laura De Luca in die Band zu holen. Die Gruppe veröffentlichte mit Tystnaden (2000) und Fragments (2003) zwei Demos, bevor 2006 das aktuelle Album Sham of Perfection bei Limb Music erschien. Produziert wurde das Album von Roberto Dimitri Liapakis (Mystic Prophecy).
Im Juli 2007 begannen Tystnaden mit den Aufnahmen für ihr zweites Album In Our Eye, das am 8. Juli 2008 veröffentlicht wurde.

## Trivia
Laura De Luca ist bei einigen Tracks der befreundeten Band Elvenking als Gastsängerin tätig.

## Diskografie
- 2000 – Tystnaden (Demo)
- 2003 – Fragments (EP)
- 2006 – Sham of Perfection
- 2008 – In Our Eye
- 2012 – Anima